# Lippincott's Monthly Magazine

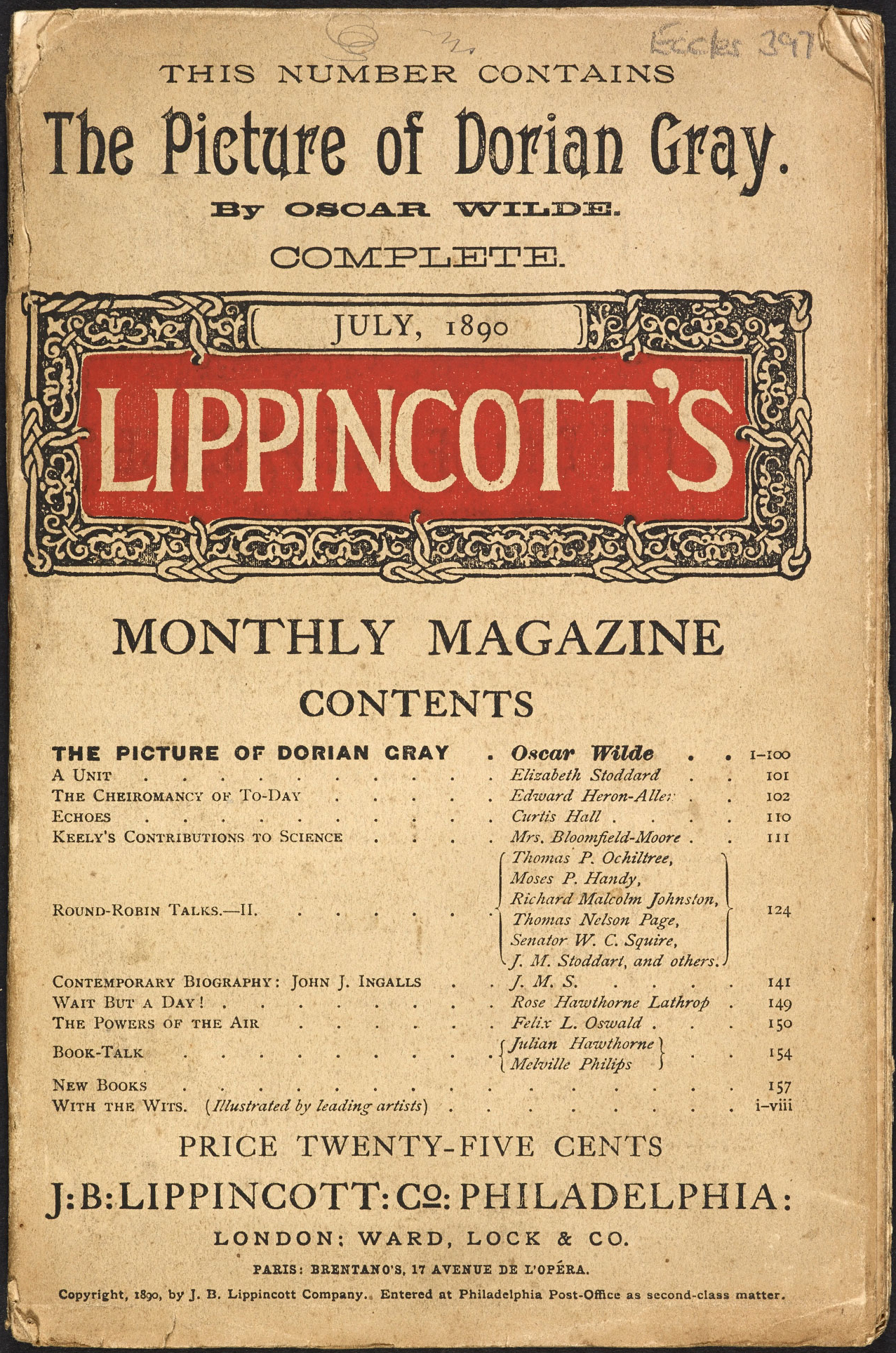
Portada de la publicación de julio de 1890.

Lippincott's Monthly Magazine (revista mensual de Lippincott) fue una revista mensual literaria del siglo XIX publicada en Filadelfia (EE. UU.) entre 1868 y 1915, fecha en que se trasladó a Nueva York como McBribe Magazine, para convertirse en 1916 en Scribner’s Magazine.
Lippincott’s magazine publicó trabajos originales, artículos generales y crítica literaria. La revista ha sido indexada en la Reader's Guide Retrospective y muchos de sus artículos están disponibles en línea en el proyecto Gutenberg y en la base de datos de la compañía editorial ProQuest.

## Otros nombres
- 1868-1870: Lippincott's Magazine of Literature, Science and Education

- 1871-1885: Lippincott's Magazine of Popular Literature and Science

## Autores notables
En la revista publicaron artículos notables autores como:
- Willa Cather escritora estadounidense.
- Florence Earle Coates poeta estadounidense.
- Arthur Conan Doyle escritor británico. El signo de los cuatro (febrero de 1890).
- Rudyard Kipling: escritor y poeta británico.
- Oscar Wilde: escritor irlandés. El retrato de Dorian Gray (Julio de 1890).
- Gertrude Atherton: escritora estadounidense. Doomswoman (1892).